# Narcisse Quellien
Narcisse Quellien (en bretón Narsis Kellien), nacido el 27 de junio de 1848 en (La Roche-Derrien), Costas del Norte- y fallecido en París, el 16 de marzo de 1902) a los 53 años, era un escritor y etnógrafo bretón.

## Vida y obra
Fue amigo de Ernest Renan y de François-Marie Luzel, y autor de los poemas Annaïk (1880), Kan ar c'hloarek, Ann hini goz, Ar Rouzik kemener, An Durzunel i Breiz (1898), así como de los estudios L'argot des nomades en Basse-Bretagne (1886) y Le Tunodo. Un exemple d'argot breton (1885) con Émile Ernault, Alain Le Diuzet y Ernest Le Barzic. Era considerado como un gran erudito.

## Fallecimiento
Murió como resultado de las heridas provocadas en un accidente de tráfico.
- Datos: Q1347372
- Multimedia: Narcisse Quellien / Q1347372